# NGC 3280
NGC 3280 este o galaxie situată în constelația Hidra. A fost descoperită în 1880 de către .